# Anna von Sazenhofen
Anna von Sazenhofen (* 22. August 1874 in Ansbach, Bayern; † 24. September 1948 in Burgschleinitz, Niederösterreich) war eine österreichische Schriftstellerin, die unter dem Pseudonym A. von Wernberg veröffentlichte.

## Leben
Geboren als Maria Anna (oder Marianna), Freiin von Roman heiratete sie 1897 den Freiherrn Maximilian Eduard Johann von Sazenhofen, den Sohn des bayerischen Kavalleriegenerals Maximilian von Sazenhofen. Mit dem Zusammenbruch der Monarchie verloren sie ihr Vermögen und lebten im Hotel, bevor Anna günstig das baufällige Schloss Burgschleinitz erwerben konnte und zu ihrem Wohnsitz machte. Sie gebar drei Töchter, Gabriele (1898–1961), Alexandra (1906–1980) und Irmengard (1910–2007), die ebenfalls schriftstellerisch tätig waren. Sie ist die Urgroßmutter der Schauspielerin Andrea Eckert.

## Werke
Unter dem Pseudonym A. von Wernberg veröffentlichte sie Romane, Erzählungen und Novellen, die teilweise selbständig, aber auch als Fortsetzungsromane in Zeitungen und Romanheften erschienen sind, aber auch mehrere Dramen.

### Prosa
- Aus fünffachem Leben Lebensbilder
- Gäste auf der Biburg Roman 1944
- Das verlorene Ich Kriminalroman
- Der Drache Roman
- Der Erbe von Lettow Roman 1935
- Der Ginsterbusch Roman
- Der grüne Pagagei Roman
- Der Turm von Merk Roman
- Der weiße Strich Roman
- Die alte Abtei Roman
- Die Brüder Roman
- Die Farben des Karl Wilfert Roman
- Die Frau seiner Sehnsucht Roman
- Die Geschichte von den fünf Briefen
- Die Geschichte von den fünf Melodien
- Die große Lüge Roman
- Die hellen Nächte Roman
- Die Nacht vom 12ten Mai. Roman
- Die Puppe Roman
- Die Siebente Roman
- Die Würzburger und ihr Herr Historischer Roman
- Dorett kämpft mit Roman
- Elemente Drei Lebensbilder
  - Wasser
  - Äther
- Frauen um ihn! Roman
- Hochzeitsnacht
- Im Banne des Blutes Roman 1941
- Im Fremdenflügel
- Kinder der Pußta Roman, 1934
- Mein Schloss steht in Ungarn! Roman
- Metall. Vier Lebensskizzen: Blei, Eisen, Gold, Silber
- Nanna Roman
- Stadt in Not Ein Heimat- und Zeitroman
- Sterne
- Stimmen Roman
- Sünde?? Novelle
- Thiemo
  - Thiemo Historische Erzählung
  - Tiemo Novelle
  - Unser Schicksal ist die Scholle. Ein Roman von deutscher Heimaterde Drei Quellen-Verlag, Königsbrück 1934
- Ursula Roman

### Dramen
- Christo verus Schauspiel in 4 Aufzügen
- Der Kläger und der Tod Eine Legende vom Leid
- Die neue Sonne
- Dreitausend Schauspiel in 3 Aufzügen
- Ist es Sünde? Schauspiel in einem Vorspiel und 3 Aufzügen
- Leib und Seele Schauspiel in 4 Aufzügen
- Licht Schauspiel in 4 Aufzügen
- Ohne Vorbehalt Schauspiel in 4 Aufzügen
- Thiemo
  - Thiemo Schauspiel in 5 Akten
  - Thiemo Historisches Schauspiel
- Um Liebe Schauspiel in 4 Aufzügen
- Weib aus Marmor Schauspiel in 4 Aufzügen
- Weib aus Nanna Schauspiel (fingierter Titel)
- Weiße Rose